# Amantle Montsho
Amantle Montsho (Mabudutsa, 4 de juliol de 1983) és una atleta botswanesa de 400 m. En la seva carrera esportiva ha guanyat un títol mundial i tres campionats africans. Ha assistit en tres ocasions als Jocs Olímpics.

## Trajectòria
Montsho va començar a practicar l'atletisme als onze anys, i des de llavors el seu acompliment va atreure l'atenció del públic. En aquesta època va guanyar diverses medalles en les proves de 100 m, 200 m —en la qual va arribar a ser campiona nacional—, i relleus 4x100 m; però quan participava en un esdeveniment regional del sud d'Àfrica, li va ser recomanat canviar-se a la prova de 400 m.
En aquesta especialitat, per a l'any 2003, va guanyar el títol nacional (55,03 s) i en els Jocs Panafricans va acabar quarta en ronda preliminar amb un temps de 55,06 s. El 2004 va assistir als Jocs Olímpics d'Atenes, per mitjà d'una targeta d'invitació, i va aconseguir un temps de 53,77 s també en ronda preliminar. Posteriorment, Monstsho va ingressar al centre d'alt rendiment de Dakar, Senegal; i en aquest període va obtenir el segon lloc del Campionat Africà de 2006 (52,68 s), la medalla d'or en els Jocs Panafricans de 2007 (51,13 s) i va ser semifinalista en el Campionat Mundial d'Osaka (50,90 s).
L'any 2008 va tenir la seva primera presència en un Campionat Mundial d'Atletisme en Pista Coberta, en el qual va arribar fins a les semifinals. A més va conquistar la medalla d'or en el Campionat Africà (49,83 s); i va participar en els Jocs Olímpics de Pequín on es va convertir en la primera atleta botsuana a aconseguir una final, arribant en vuitè lloc (51,18 s). Aquest assoliment va ser reconegut al seu país, ja que es va agenciar el premi de l'atleta de l'any, un honor que per molt temps no ho havia obtingut una dona.
En el campionat mundial de Berlín 2009, Montsho va arribar novament en la vuitena posició en la final, amb un temps de 50, 65 s. Pel 2010, es va agenciar la medalla d'or en el campionat africà de Nairobi (50,03 s) i es va situar en segona posició de la Lliga de Diamant 2010, darrere de Allyson Felix. A més, es va alçar amb la medalla daurada en els Jocs de la Mancomunitat de Nova Delhi amb registre de 50,10 s.

### Campionat mundial de Daegu
Per a l'any 2011, el dia 22 de juliol havia imposat la millor marca de la temporada amb un temps de 49,71 s durant la desena data de la Lliga de Diamant a la ciutat de Mònaco, competència de la qual va anar una de les vencedores.No obstant això, va millorar aquesta marca en el Campionat Mundial de Daegu, quan es va consagrar com la primera atleta botsuana a conquistar un títol mundial amb un registre de 49,56 s, en una ajustada final en la qual la nord-americana Allyson Felix va arribar en el segon lloc amb un temps de 49,59 s.

### Els Jocs Olímpics de Londres
L'any 2012 va aconseguir la seva tercera medalla d'or en campionats africans en imposar-se en Porto Novo, Benín, amb una nova marca personal de 49,54 s.A més, va assistir per tercera ocasió als Jocs Olímpics, els quals es van desenvolupar en Londres.
Montsho era una de les favorites per ocupar el podi, però va acabar en el quart lloc de la final amb un temps de 49,75 s.Malgrat tot, va aconseguir fer-se de la seva segona Lliga de Diamant, encara que en les tres últimes reunions es va situar en el segon lloc, sent superada en dos d'elles per Sanya Richards-Ross, guanyadora dels Jocs Olímpics.

### El campionat mundial de Moscou
Durant el desenvolupament de la Lliga de Diamant 2013, en la qual va guanyar la prova per tercera vegada consecutiva, Montsho havia triomfat en quatre de sis esdeveniments abans de presentar-se en el campionat mundial de Moscou. En una d'elles havia estat superada per la britànica Christine Ohuruogu. No obstant això, en aquest certamen partia com a clara favorita, i tenia l'oportunitat d'igualar la gesta de Cathy Freeman qui s'havia proclamat campiona de l'especialitat en 1997 i 1999; però en la carrera final, que semblava al seu favor a 50 metres de la meta, la mateixa Ohuruogu li va frustrar la victòria en aconseguir-la i registrar el mateix temps de 49,41 s de la botsuana, amb la diferència que la britànica havia inclinat el seu cos, per la qual cosa la foto d'arribada va determinar el seu triomf.

### Temporada 2014
En el 2014, la campiona mundial de Daegu no va tenir una bona temporada. El seu acompliment va ser irregular en la Lliga de Diamant en la qual el seu millor resultat va ser un segon lloc a Xangai (50,37 s). Mentre que en la seva segona presentació en els Jocs de la Mancomunitat, desenvolupats en Glasgow, va arribar quarta en la carrera final amb temps de 51,10 s. Dies després, la Federació dels Jocs de la Mancomunitat va donar a conèixer la notícia que havia donat positiva a un examen de dopatge per metilhexaneamina, el qual l'atleta va decidir no apel·lar. Per tant, el seu resultat va ser anul·lat i va quedar pendent la sanció per part de la Agència Mundial Antidopatge.No obstant això, el 18 de març de 2015 la Federació d'Atletisme de Botswana va decidir suspendre-la per dos anys.

## Marques personals
| Prova                 | Temps   | Vent | Lloc          | Data       |
| --------------------- | ------- | ---- | ------------- | ---------- |
| 100 m                 | 11,60 s | -0,5 | Bamako (MLI)  | 26/04/2011 |
| 200 m                 | 22,89 s |      | Fukuroi (JPN) | 3/12/2012  |
| 300 m (pista coberta) | 36,33 s |      | Liévin (FRA)  | 05/03/2010 |
| 400 m                 | 49,33 s |      | Mònaco        | 19/07/2013 |
| 400 m (pista coberta) | 52,34 s |      | Doha (QAT)    | 12/03/2010 |